# Biblia Vulgata lovaniensis

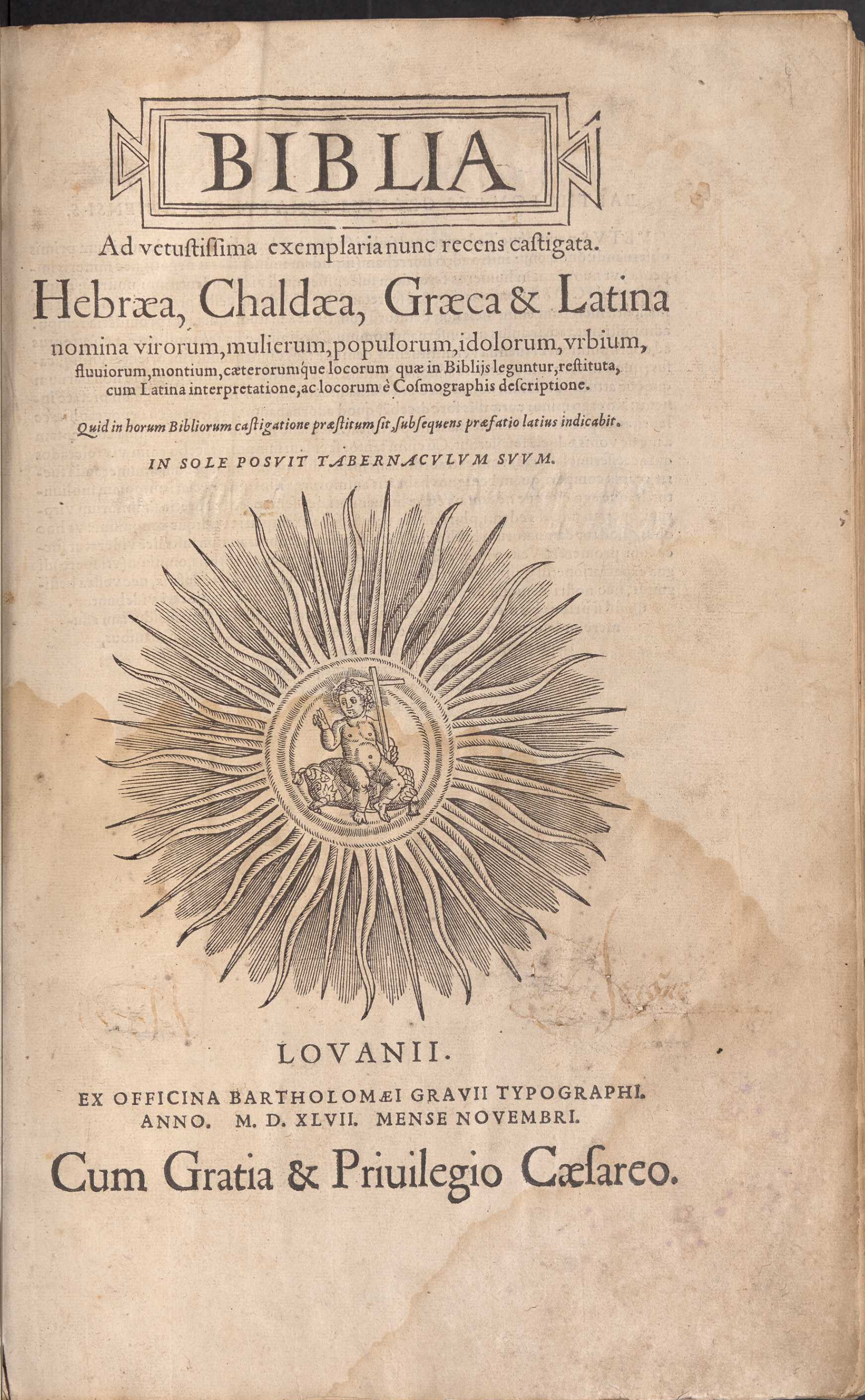
Biblia Vulgata lovaniensis (1547)

Biblia Vulgata lovaniensis (Wulgata lowańska) (Biblia. Ad vetustissima exemplaria nunc recens castigata) – wydanie Wulgaty przygotowane przez Jana Henteniusa (1499–1566) i wydane w 1547 roku w Louvain. Wydanie było wielokrotnie wznawiane, w 1574 roku ukazało się wydanie poprawione.

## Historia przekładu
8 kwietnia 1546 roku na soborze trydenckim podjęto decyzję o potrzebie przygotowania autoryzowanej Wulgaty. Przez następne czterdzieści lat nie podjęto żadnej bezpośredniej akcji, a wielu uczonych w dalszym ciągu wydawało swoje własne wydania. Wśród tych wydań szczególnym uznaniem cieszyło się wydanie przygotowane przez Henteniusa, które służyło niemalże jako standardowy tekst Kościoła katolickiego.
Pierwsze wydanie Henteniusa nosiło tytuł „Biblia ad vetustissima exemplaria nunc recens castigata” i zostało wydane u drukarza Barthélemego Graviusa w listopadzie 1547 roku. Hentenius wykorzystał 30 rękopisów Wulgaty. Wydanie Henteniusa przypomina wydania Stefanusa z roku 1532 i 1540.
Po śmierci Henteniusa w 1566 roku Luc de Bruges kontynuował jego krytyczną pracę i przygotował w 1574 roku własne wydanie.

## Znaczenie
W oparciu o wydanie lowańskie z 1583 roku przygotowana została Wulgata sykstyńska i klementyńska.
W oparciu o Wulgatę lowańską Nicolaas van Winghe dokonał przekładu Biblii na język holenderski (1548). Celem tego wydania było przeciwstawienie się wpływowi pierwszego holenderskiego przekładu Biblii dokonanemu przez Jacoba van Liesvelta w duchu Reformacji (1526). Następnie Nicolas de Leuze przełożył Biblię na język francuski (1550). Przekład ten miał na celu osłabienie wpływu pierwszego francuskiego przekładu Biblii w duchu Reformacji opublikowanego w roku 1530 przez Jacques'a Lefèvre’a d’Étaplesa. Przekład katolicki został wydany w Louvain i nazwany Biblią lowańską.
Na wydaniu Wulgaty lowańskiej z roku 1574 oparł się Jakub Wujek podczas prac nad własnym przekładem (Biblia Wujka).